# Huella hídrica

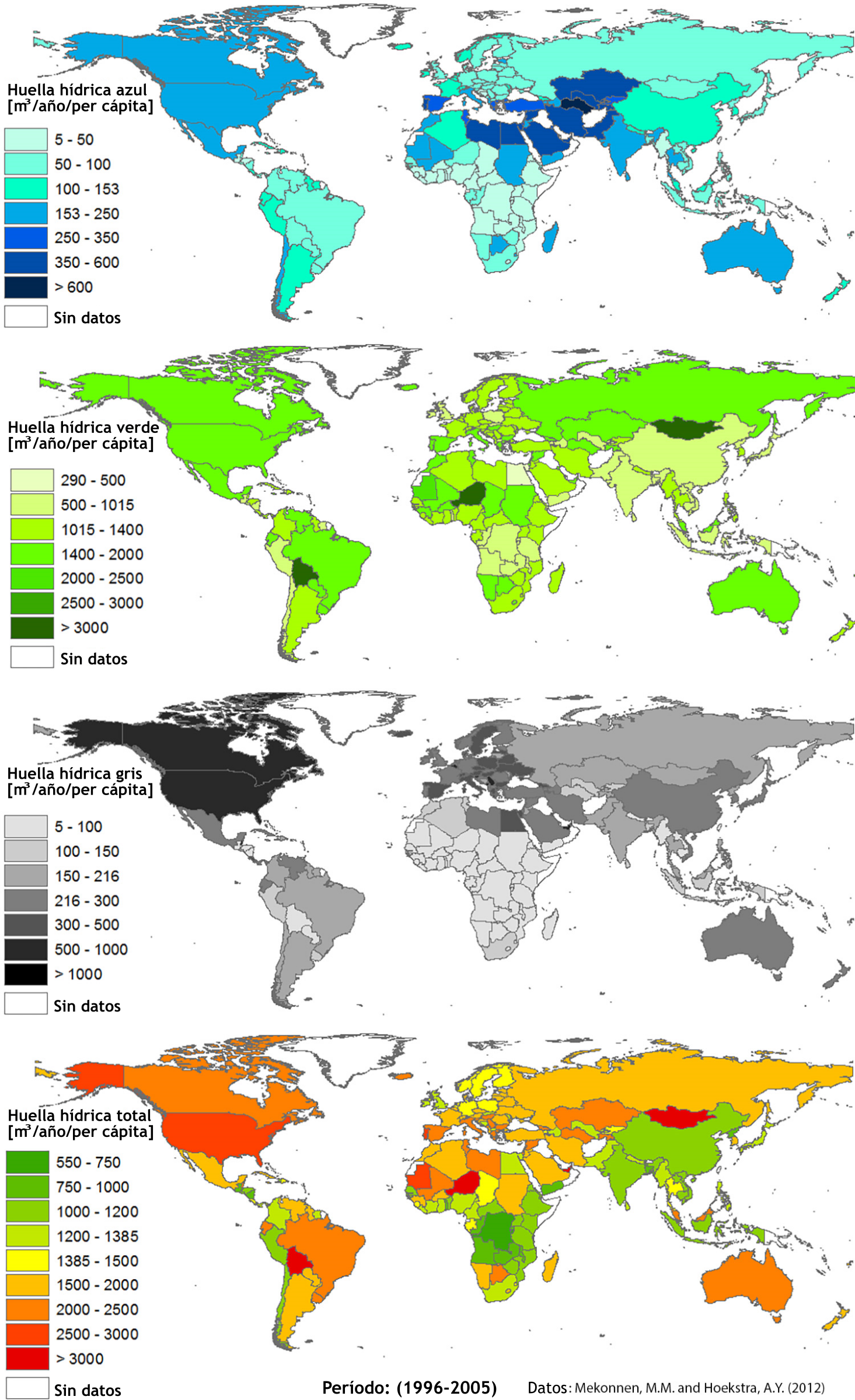
Huella hídrica azul, verde y gris, nacional per cápita (1996-2005).

La huella hídrica es un indicador del uso de agua dulce que hace referencia tanto a su uso directo como indirecto por parte de un consumidor o productor. La huella hídrica puede considerarse como un indicador integral de la apropiación de los recursos de agua dulce, ya que se utiliza para medir el volumen total de agua que una empresa usa para producir bienes y servicios, o que un individuo o comunidad consuma. El uso se mide en el volumen de agua consumida, evaporada o contaminada, ya sea por unidad de tiempo para individuos y comunidades, o por unidad de masa para empresas. La huella hídrica se puede calcular para cualquier grupo definido de consumidores (por ejemplo, individuos, familias, pueblos, ciudades, provincias, estados o naciones) o productores (por ejemplo, organismos públicos, empresas privadas o el sector económico). 

## Historia
El concepto de huella hídrica fue introducido en 2002 por el profesor Arjen Hoekstra de UNESCO-IHE como un indicador alternativo del uso del agua. El concepto fue refinado y los métodos de contabilidad se establecieron en una serie de publicaciones realizadas por Ashok Kumar Chapagain y Arjen Hoekstra en el Instituto UNESCO-IHE para la Educación. Las publicaciones más detalles sobre cómo calcular las huellas del agua es el informe de 2004 sobre la 'huella hídrica de las naciones de la UNESCO-IHE'. La cooperación entre las instituciones globales líderes en el campo ha llevado a la creación de la Water Footprint Network en 2008 que tiene como objetivo coordinar los esfuerzos para desarrollar y difundir el conocimiento sobre los conceptos de huella hídrica, métodos y herramientas.
ISO (International Organization for Standardization) lanzó en 2009 un grupo mundial para escribir una Norma Internacional. Tras 5 años de discusiones, la norma se publicó en agosto de 2014. ISO 14046:2014 - Gestión Ambiental - Huella Hídrica - Principios, requisitos y directrices puede ser aplicada a los productos, procesos u organizaciones; se basa en una evaluación del ciclo de vida (según y compatible con ISO 14044); es modular; identifica el potencial de los impactos ambientales relacionados con el agua; incluye las dimensiones geográfica y temporal pertinentes; identifica la cantidad de uso del agua y los cambios en la calidad del agua; y utiliza el conocimiento hidrológico. La nueva norma ISO 14046 unifica conceptos a nivel mundial en huella hídrica y pasa a ser el referente internacional para empresas, procesos y productos.. 
Por otra parte, en 2008 se funda la Water Footprint Network, con el objetivo de promover el uso justo e inteligente del agua. La Water Footprint Network se crea como una red dinámica y global con más de 200 socios: desde grandes empresas a pequeños proveedores, instituciones financieras y organismos reguladores, organizaciones sin fines de lucro y académicos con el objetivo de compartir los últimos avances en conocimiento, información e ideas para combatir la escasez de agua.
La iniciativa Water positive pretende proporcionar un marco en el cual entidades puedan compensar su huella hídrica mediante tecnologías de generación de agua nueva como la Desalinización y el reuso de agua.

## Dimensiones de la huella hídrica

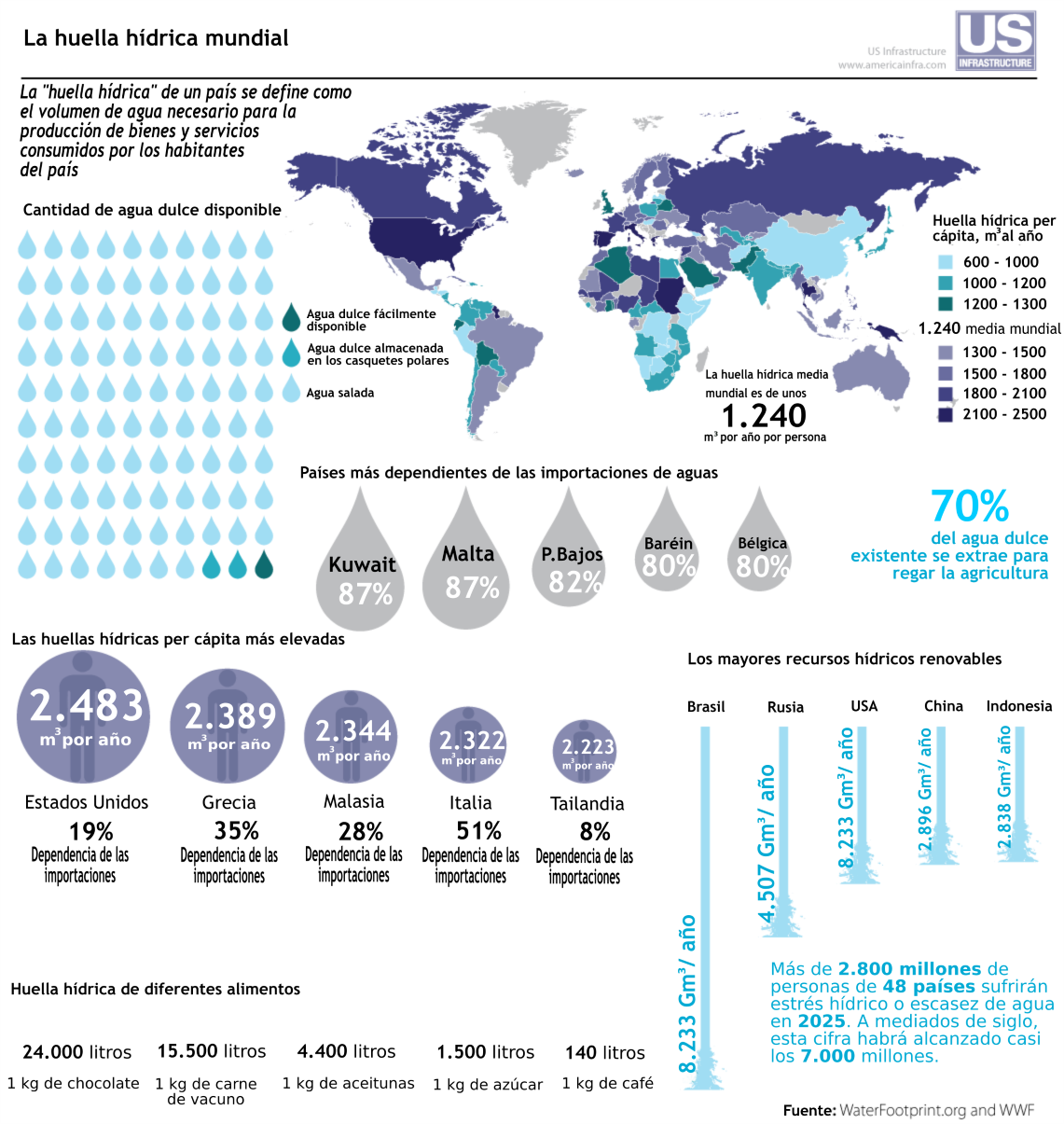
La "huella hídrica" de un país se define como el volumen de agua necesario para la producción de bienes y servicios consumidos por los habitantes del país.

La huella hídrica tiene necesariamente una dimensión temporal y una dimensión espacial. Se debe calcular con datos recogidos en un período de tiempo concreto (habitualmente los datos utilizados son anuales) y en un lugar geográfico perfectamente delimitado (como pueden ser una planta industrial, una cuenca de un río, o una región). La huella de agua es un indicador geográficamente explícito, que no solo muestra volúmenes de uso y contaminación de agua, sino también las ubicaciones. Sin embargo, la huella de agua no proporciona información sobre cómo el agua consumida afecta positiva o negativamente a los recursos locales de agua, los ecosistemas y los medios de subsistencia.
El consumo directo para la fabricación de un producto incluye el agua utilizada y/o contaminada durante el proceso de fabricación y el agua incorporada en el propio producto como ingrediente. Por su parte, el consumo indirecto corresponde a toda el agua necesaria para producir las diferentes materias primas utilizadas en el proceso (productos de la cadena de suministro).
La huella hídrica se puede expresar también en colores, en función del tipo de agua que se considere:
- Huella hídrica verde: relacionada con el agua de lluvia incorporada en el producto
- Huella hídrica azul: relacionada con el uso consuntivo de agua dulce (superficial o subterránea) evaporada
- Huella hídrica gris: relacionada con la calidad del agua y su posible contaminación debido a los vertidos.

## Método de cálculo
La Norma Internacional ISO 14046:2014 define “Evaluación de huella hídrica: recopilación y evaluación de las entradas, salidas y potenciales impactos ambientales relacionados con el agua utilizada o afectados por un producto, proceso u organización” y presenta un método basado en Análisis de Ciclo de Vida (ACV) definido por la Norma Internacional ISO 14044.
La huella hídrica o huella del agua a diferencia del agua virtual, y la Water Footprint Network clasifica las fuentes de agua, es decir, distingue entre tres componentes: el agua azul, el agua verde y el agua gris. Esta clasificación, especialmente el agua gris, ha sufrido críticas y no está contemplada en la Norma Internacional ISO 14046:2014. La huella de agua azul es el volumen de agua dulce consumida de los recursos hídricos del planeta (aguas superficiales y subterráneas). La huella del agua verde es el volumen de agua evaporada de los recursos hídricos del planeta (agua de lluvia almacenada en el suelo como humedad). La huella de agua gris es el volumen de agua contaminada que se asocia con la producción de los bienes y servicios. Este último puede ser estimado como el volumen de agua que se requiere para diluir los contaminantes hasta el punto de que la calidad del agua se mantiene en o por encima de las normas acordadas de calidad del agua. Las unidades en las que trabajan estos indicadores dependen del tipo de sector al que se le mide la huella hídrica. Así, por ejemplo, la huella hídrica de un producto de carne X puede medirse en [m3/kg], representando la cantidad de agua necesaria para producir un kilo de carne X en toda la cadena de suministro. Por otro lado, la huella hídrica de un individuo puede medirse en [m3/año], representando la cantidad de agua consumida a lo largo del tiempo. Este indicador puede apoyar mejoras eficientes en las gestiones de agua y ser un buen soporte para tomar conciencia acerca de nuestros consumos hídricos.
Holanda y España han mostrado grandes avances en el desarrollo práctico de la huella del agua.
Para el cálculo de la Huella de un país ya sea del agua, del carbono o ecológica, se utiliza ampliamente el análisis Input-Output ya que es de gran ayuda frente al Ciclo de Vida de los Productos a nivel macro.
Para España, el Ministerio de Medio Ambiente realizó el cálculo de la Huella Hídrica de España, sus comunidades autónomas y sus demarcaciones hidrológicas junto con una potente herramienta de simulación.

## Hechos y cifras
- La huella hídrica de China es de alrededor de 700 metros cúbicos por año per cápita. Tan solo cerca del 7% de la huella hídrica de China proviene de fuera de su propio país.
- Japón tiene una huella hídrica total de 1150 metros cúbicos por año per cápita, alrededor del 65% de esta huella proviene de exterior del país.
- La huella hídrica de EE. UU. es 2.500 metros cúbicos por año per cápita.
- La huella hídrica de la población española es 2.325 metros cúbicos por año per cápita. Alrededor del 36% de esta huella hídrica se origina fuera de España.

## Cálculadoras de huella hídrica
Cálculo en línea de la huella hídrica:
- Para la mayoría de los países (en inglés): Cálculo de huella hídrica individual Archivado el 25 de julio de 2011 en Wayback Machine.
- Para iPhone (en inglés):  calculador WaterAflamed iPhone

## Algunos ejemplos
- 18 000 litros de agua son necesarios para producir 1 kg de carne de vacuno; [cita requerida]
- 3 920 litros de agua para producir 1 kg de pollo; [cita requerida]
- 3 000 litros de agua para producir 1 kg de arroz; [cita requerida]
- 2 700 litros de agua para producir 1 camiseta de algodón; [cita requerida]
- 2 000 litros de agua para producir 1 kg de papel; [cita requerida]
- 140 litros de agua para una taza de café. [cita requerida]